# Prunus kinabaluensis
Prunus kinabaluensis — вид квіткових рослин з родини трояндових (Rosaceae). Ареал охоплює такі країни: Малайзія (Сабах), Філіппіни.

## Середовище
Це дерево росте на горі Кінабалу, штат Сабах, і нещодавно його було виявлено на Лусоні на Філіппінах.